# Смоленський Брод
Смоленський Брод (рос. Смоленский Брод) — хутір Велізького району Смоленської області Росії. Входить до складу Сітьковського сільського поселення.
Населення — 10 осіб (2007 рік).